# Epirhyssa zaphyma
Epirhyssa zaphyma là một loài tò vò trong họ Ichneumonidae.